# Fadensiegel
Fadensiegel ('trådforsegling') er en indbindingsmetode inden for bogbinderiet som kombinerer trådhæftning og limning. Metoden anvendes især til produktion af brochurer, kataloger og bøger der ikke skal holde så længe, for eksempel visse typer billige skolebøger, idet man sparer tid med denne metode i sammenligning med den garnhæftede bog.,
Til falsning af trykarkene benyttes en 'fadensiegel-automat', hvor korte plastbaserede tråde bliver skudt gennem arkryggene og brændt fast på ryggen af trykarket, lægget. De enkelte læg bindes derimod ikke sammen til en selvstændig bogblok som ved garnhæftning, hvilket bidrager til besparelsen.,
Efter falsningen er bogens ark klar til optagning, limning i en klæbebinder og renskæring.